# BV De Graafschap in het seizoen 1962/63
Het seizoen 1962/1963 was het negende jaar in het bestaan van de Doetinchemse betaaldvoetbalclub De Graafschap. De club kwam uit in de Tweede divisie A en eindigde daarin op de 15e plaats. Tevens deed de club mee aan het toernooi om de KNVB beker, hierin werd de club in de derde ronde uitgeschakeld door Blauw-Wit (0–5).

## Wedstrijdstatistieken

### Tweede divisie A
|       | AGOVV | Alkmaar '54 | Be Quick | Heerenveen | KFC   | Leeuwarden | N.E.C. | Oldenzaal | Stormvogels | Tubantia | Vitesse | VSV   | Wageningen | ZFC   | Zwartemeer | Zwolsche Boys |
| ----- | ----- | ----------- | -------- | ---------- | ----- | ---------- | ------ | --------- | ----------- | -------- | ------- | ----- | ---------- | ----- | ---------- | ------------- |
| Thuis | 2 – 2 | 1 – 1       | 4 – 3    | 3 – 1      | 1 – 3 | 0 – 2      | 1 – 0  | 2 – 0     | 0 – 0       | 3 – 0    | 1 – 0   | 0 – 2 | 4 – 1      | 0 – 0 | 2 – 1      | 2 – 3         |
| Uit   | 3 – 0 | 4 – 0       | 4 – 1    | 1 – 0      | 3 – 0 | 4 – 2      | 3 – 0  | 1 – 1     | 0 – 0       | 3 – 0    | 0 – 1   | 1 – 0 | 3 – 1      | 0 – 0 | 2 – 0      | 1 – 0         |

### KNVB beker
| 1e ronde                                          | EDO                                                           | 1 – 2 (1 – 1, 1 – 1) Na verlenging    | De Graafschap              |
| 14 oktober 1962 Plaats: Haarlem Noordersportpark  | Chris Berends                                                 |                                       | Jan van der Werf Theo Huls |
| 2e ronde                                          | De Graafschap                                                 | 2 – 2 (1 – 1, 2 – 2) Na strafschoppen | Fortuna Vlaardingen        |
| 16 december 1962 Plaats: Doetinchem De Vijverberg | Cees Jager 38' Chris Hartjes 78'                              |                                       | 40', 46' Jan Bouman        |
| 3e ronde                                          | Blauw-Wit                                                     | 5 – 0 (1 – 0)                         | De Graafschap              |
| 30 april 1963 Plaats: Amsterdam Olympisch Stadion | Martin Koeman –', –' Gerrie Althoff Maup Kruijer Iwan Fränkel |                                       |                            |

## Statistieken De Graafschap 1962/1963

### Eindstand De Graafschap in de Nederlandse Tweede divisie A 1962 / 1963
| Stand | Gespeeld | Gewonnen | Gelijk | Verloren | Punten | Doelpunten voor | Doelpunten tegen |
| ----- | -------- | -------- | ------ | -------- | ------ | --------------- | ---------------- |
| 15e   | 32       | 9        | 7      | 16       | 25     | 32              | 52               |

### Topscorers
| #              | Naam                     | Goal |
| -------------- | ------------------------ | ---- |
| 1.             | Jan Roes                 | 7    |
| 2.             | Chris Hartjes            | 5    |
| 2.             | Cees Jager               | 5    |
| 4.             | Theo Huls                | 4    |
| 4.             | Bertus Mensert           | 4    |
| 6.             | Joop Willems             | 2    |
| 7.             | Gerrit Bartels           | 1    |
| 7.             | Jan Hendriksen           | 1    |
| 7.             | Hennie Keuben            | 1    |
| 7.             | André Leander            | 1    |
| Eigen doelpunt |                          |      |
| –              | Henk Nieland (Oldenzaal) | 1    |
| Totaal         | Totaal                   | 32   |

| #      | Naam             | Goal |
| ------ | ---------------- | ---- |
| 1.     | Chris Hartjes    | 1    |
| 1.     | Theo Huls        | 1    |
| 1.     | Cees Jager       | 1    |
| 1.     | Jan van der Werf | 1    |
| Totaal | Totaal           | 4    |